# Mondfinsternis vom 19./20. März 702 v. Chr.

Verlauf der Mondfinsternis (Quelle:NASA).

Die Mondfinsternis vom 19./20. März 702 v. Chr.  (-701 nach astronomischer Zeitrechnung) ist in einer babylonischen Keilschriftnotiz überliefert und gehört zu der Gattung der ACT-Texte. Der im julianischen Kalendersystem angegebene 19./20. März 702 v. Chr. entspricht in Umrechnung auf den heutigen gregorianischen Kalender dem 12./13. März 702 v. Chr.
Heute befindet sich die Keilschrifttafel BM 45640 im British Museum zu London. Besondere Bedeutung erlangte diese Aufzeichnung, da in ihr Bezug auf den babylonischen König Bel-ibni genommen wird. 

## Erste Übersetzungen
Der Assyriologe Johann Strassmaier sowie die Astronomen Josef Epping und Franz-Xaver Kugler begannen zuerst mit der Übersetzung des babylonisch-astronomischen Keilschrifttextes. 
Die damaligen herausragenden Forschungsleistungen wurden unter anderem von Otto Neugebauer fortgeführt. 1955 erschien das dreibändige Standardwerk Astronomical cuneiform Texts – Babylonian ephemerides of the Seleucid period for the motion of the sun, the moon, and the planets, das bis heute noch immer die Grundlage der babylonischen Astronomiegeschichte bildet.

## Babylonischer Text BM 45640 (LBAT 1415)
Bei dem erwähnten astronomischen Ereignis handelte es sich um eine partielle Mondfinsternis, die aufgrund der Angaben im Keilschrifttext genau zu datieren war. Durch Überprüfung mit anderen historischen Finsternissen wurde festgestellt, dass die historischen Datierungen von den zurückgerechneten Werten abweichen. Die entsprechende Zeitdifferenz wird als „ΔT“ bezeichnet. 
Unter Berücksichtigung des ΔT begann die Mondfinsternis in Babylonien etwa um 4:00 Uhr des 20. März 702 v. Chr. und erreichte um etwa 6:35 Uhr ihr Maximum. Der Schreiber des babylonischen Keilschrifttextes vermerkte die genaue Zeitangabe der Mondfinsternis:

„Bel-ibni 1. Jahr: [Erster Monat (Nisannu)...Beginn] auf der südlichen Seite. [Er] verfinsterte sich [...vor Sonnenaufgang.“